# اسکای‌ترنس ایرلاینز
اسکای‌ترنس ایرلاینز (به انگلیسی: Skytrans Airlines) یک شرکت هواپیمایی با کد یاتا Q6 است که در ۱ اکتبر ۱۹۹۰ میلادی تأسیس شده‌است. دفتر مرکزی اسکای‌ترنس ایرلاینز در کنز، استرالیا واقع شده‌است و قطب این شرکت هواپیمایی در فرودگاه کنز قرار دارد.